# Sacapulteken
De Sacapulteken zijn een Mayavolk in Guatemala. Het Sacapulteeks is verwant aan het K'iche' en wordt gesproken in de gemeente Sacapulas in het departement El Quiché.
Achi · Acateken · Aguacateken · Chuj · Garifuna · Ch'orti' · Itza · Ixil · Jacalteken · K'iche' · Kaqchikel · Lacandón · Mam · Mopan · Poqomam · Poqomchi' · Q'anjob'al · Q'eqchi' · Sacapulteken · Sipakapense · Tectiteken · Tz'utujil · Uspanteken · Xinka